# Comuna Cenad, Timiș
Cenad (în maghiară Csanád, Németcsanád, Ócsanád, Marosvár, Nagycsanád, în germană Tschanad, Gross-Tschanad, Alttschanad, Maroschburg, în sârbă Čanad, în latină Urbs Morisena, în trad. "Cetatea Mureșului") este o comună în județul Timiș, Banat, România, formată numai din satul de reședință cu același nume. Se află la 46°8' latitudine nordică, la 20°35' longitudine estică și la o altitudine de 84 m deasupra nivelului mării. Are o suprafață de 10 251,73 ha, respectiv 102,5 km2 (2002).
În trecut existau două localități diferite, Cenad și Cenadu Vechi (numit și Cenadu German). Cele două localități s-au unit în perioada interbelică.
Cenadul este înfrățit cu localitatea Apátfalva din Ungaria. În data de 20 octombrie 2002 s-a deschis aici Vama Cenad (Punctul de trecere a frontierei Cenad - Kiszombor) între România și Ungaria.

## Istoria
Cenadul este una din localitățile cu cea mai veche istorie documentată de pe întreg teritoriul al Banatului. O istorie bogată care începe încă din perioada cuceririi romane, când aici a existat castrul roman Morisena („Mureșana”). Încă din acea perioadă a avut o oarecare însemnătate pentru această zonă, dar un rol crescut l-a avut în timpul regelui maghiar Ștefan (supranumit Ștefan cel Sfânt, primul rege al Ungariei).

### De la Morisena la Cenad
La începutul domniei lui Ștefan, aici își avea reședința un anume Ajtony, care a adus arhitecți din Grecia pentru a ridica o biserică, o mănăstire și un palat. Acest Ajtony, fiind păgân, se dădea la tot felul de abuzuri față de populația locală, motiv pentru care regele Ștefan a decis să-l trimită împotriva lui pe Csanád, rudă a regelui și fost prieten al lui Ajtony, creștinat la Esztergom. Auzind Ajtony despre expediția întreprinsă împotriva sa, a ieșit înaintea lui Csanád, atacându-l prin surprindere și obligându-l să se retragă la Kanisza, după cum povestește în memoriile sale Sfântul Gerard de Cenad. Cronicarul povestește că atunci Csanád s-a rugat la Dumnezeu și a promis că dacă îl va învinge pe Ajtony, va zidi o mănăstire. Acestuia, în vis, îi apare un leu care îi spune să atace imediat și victoria va fi a lui. Csanád și oștirea sa pornesc grăbiți în miez de noapte și se ciocnește cu oastea lui Ajtony pe locul unde astăzi se află Tomnaticul. Ajtony însuși este omorât, iar soldații lui intră în panică și se măcelăresc între ei.
După această victorie răsunătoare, Csanád se întoarce în cetate și îi trimite regelui capul lui Ajtony. Drept recompensă, regele înființează un nou județ, cu numele eroului și sub conducerea acestuia și cu reședința la Morisena, care primește și statutul de cetate regală. Spre sfârșitul secolului XIII și localitatea va purta numele Csanad.
În anul 1030 regele înființează o episcopie condusă de Gerard, episcop de Veneția, care avea să devină un sfânt al Bisericii Catolice. El a ridicat o biserică și a înființat o mănăstire închinată Maicii Domnului. Cu această ocazie a adus ingineri italieni, care s-au stabilit aici și au ridicat pe locul vechii cetății Morisena, cetatea Cenad.

### Cenadul medieval
În perioada medievală Cenadul a avut o importanță destul de mare în cadrul regatului maghiar. Ca dovadă stau vizitele pe care diferiți regi le-au făcut aici de-a lungul timpului: Ladislau la 1278, Carol Robert la 1322, Ludovic cel Mare la 1366, Sigismund, de mai multe ori între 1394-1436, Ladislau V la 1459. Ioan Corvinul a fost într-o perioadă prefect al județului Cenad.
Momentele zbuciumate, de răscruce în istoria medievală a Cenadului, au fost diferitele invazii și ocupații, temporare sau de lungă durată, care au marcat adesea negativ cursul istoric al acestei localități. În anul 1241 tătarii au năvălit dinspre Ardeal, venind de-a lungul Mureșului, au atacat și distrus cetatea. Ea a fost reconstruită de episcopul Bulcs. Două sute de ani mai târziu, a fost rândul turcilor să invadeze cetatea, motiv pentru care la 1459, episcopul Hangocsi a început construirea de fortificații. În 1514 Gheorghe Doja a cucerit cetatea, a dispus masacrarea preoților, a dărâmat biserica și ars casele. Determinat, episcopul Francisc Csaholyi a reconstruit cetatea, pentru ca la 1528-1529 ea să fie vizitată de regele Ioan. Un an mai târziu a fost ocupată de germani pentru scurt timp, la 1551 de turci și apoi, după căderea Timișoarei, Cenadul intră sub stăpânire turcească.
Ocupația turcească a durat 150 de ani, cu scurte întreruperi în 1596, când o cuceresc tătarii și în 1613 când este luată de sârbi. Gabriel Bethlen a recucerit-o și dat-o pe mâna turcilor, care au stat aici până în 1685.

### Cenadul în secolele XVIII-XX
După înfrângerea turcilor de către austrieci, printre condițiile păcii de la Karlovitz din 1699 a fost introdusă și aceea de a dărâma cetățile din Banat, cum s-a întâmplat și cea de la Cenad. Dărâmarea efectivă s-a făcut sub coordonarea generalului Oettingen. În acea perioadă Cenadul era locuit în cea mai mare parte de sârbi. Sub austrieci, încep colonizările cu germani, iar primul val se așează aici în 1764-1765. Din acest motiv se înființează practic o nouă localitate, Cenadul German (sau Cenadul Vechi), spre deosebire de Cenadul Mare (sau Cenadul Sârbesc), care era locuit de sârbi. Cele două așezări s-au unit mai târziu într-o singură entitate.
În 1779 se desființează județul Cenad și comuna trece în componența Torontalului. În 1858 ajunge în proprietatea familiei macedo-române Nako, care a construit aici și un castel.

## Demografie
Componența etnică a comunei Cenad
     Români (62,99%)
     Romi (9,64%)
     Maghiari (9,05%)
     Sârbi (4,58%)
     Alte etnii (1,16%)
     Necunoscută (12,58%)
Componența confesională a comunei Cenad
     Ortodocși (58,21%)
     Romano-catolici (15,92%)
     Ortodocși sârbi (4,5%)
     Greco-catolici (3,9%)
     Penticostali (3,14%)
     Alte religii (1,33%)
     Necunoscută (13,01%)
Conform recensământului efectuat în 2021, populația comunei Cenad se ridică la 3.537 de locuitori, în scădere față de recensământul anterior din 2011, când fuseseră înregistrați 4.207 locuitori. Majoritatea locuitorilor sunt români (62,99%), cu minorități de romi (9,64%), maghiari (9,05%) și sârbi (4,58%), iar pentru 12,58% nu se cunoaște apartenența etnică. Din punct de vedere confesional, majoritatea locuitorilor sunt ortodocși (58,21%), cu minorități de romano-catolici (15,92%), ortodocși sârbi (4,5%), greco-catolici (3,9%) și penticostali (3,14%), iar pentru 13,01% nu se cunoaște apartenența confesională.

## Evoluția istorică a populației

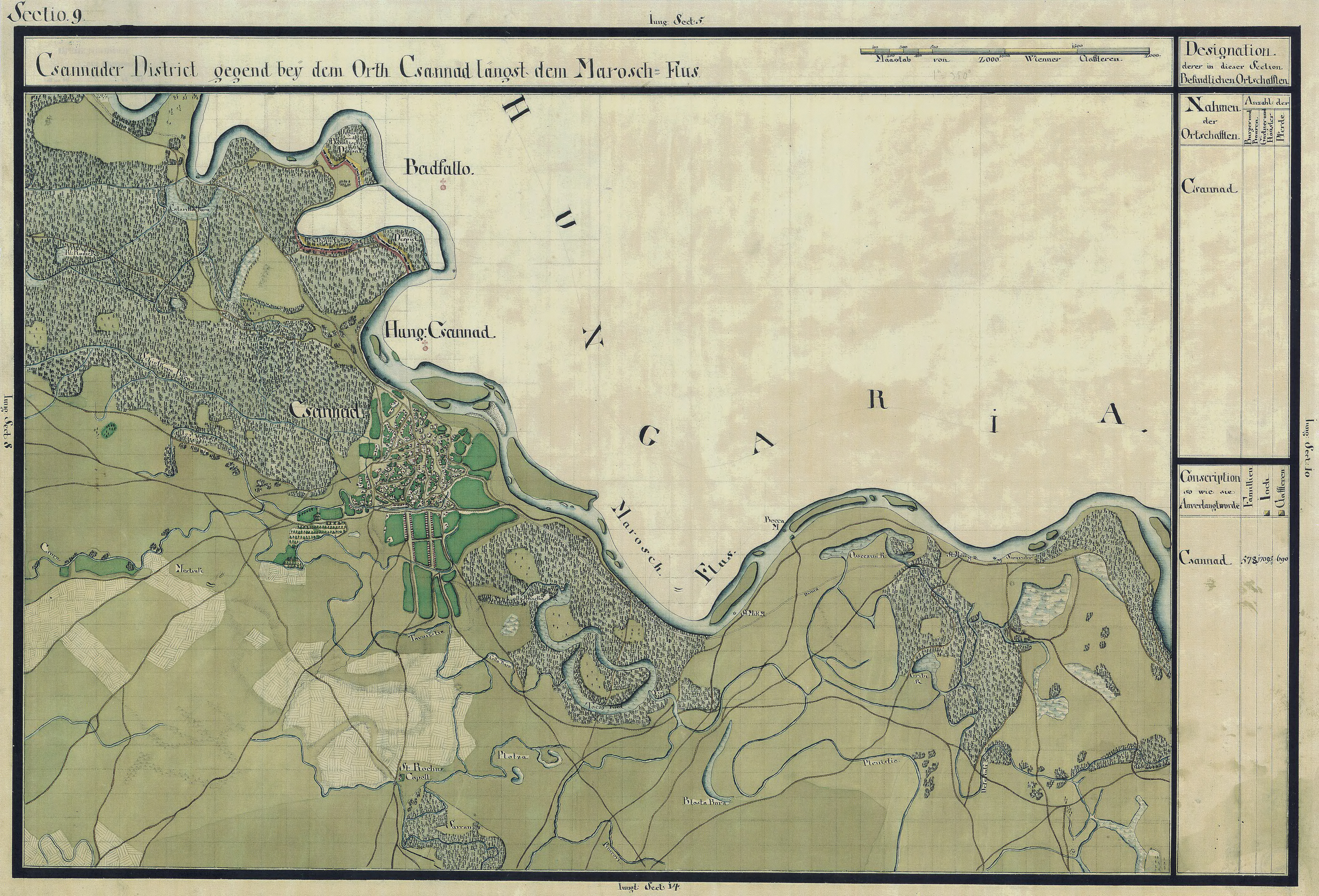
Cenad în Harta Iosefină a Banatului

## Învățământ
Instituții școlare:
- Școala cu clasele I-VIII Cenad
- Grădinița cu program normal Cenad
 Instituții culturale:
- Căminul cultural Cenad
- Biblioteci: Cenad (două)
- Muzeul Cenad

## Politică
Comuna Cenad este administrată de un primar și un consiliu local compus din 13 consilieri. Primarul, Tița Andrei[*], de la Alianța Dreapta Unită, este în funcție din 2000. Începând cu alegerile locale din 2024, consiliul local are următoarea componență pe partide politice:
|  | Partid                                 | Consilieri | Componența Consiliului | Componența Consiliului | Componența Consiliului | Componența Consiliului | Componența Consiliului | Componența Consiliului | Componența Consiliului | Componența Consiliului | Componența Consiliului | Componența Consiliului |
|  | -------------------------------------- | ---------- | ---------------------- | ---------------------- | ---------------------- | ---------------------- | ---------------------- | ---------------------- | ---------------------- | ---------------------- | ---------------------- | ---------------------- |
|  | Alianța Dreapta Unită                  | 10         |                        |                        |                        |                        |                        |                        |                        |                        |                        |                        |
|  | Coaliția Națională pentru România      | 2          |                        |                        |                        |                        |                        |                        |                        |                        |                        |                        |
|  | Uniunea Democrată Maghiară din România | 1          |                        |                        |                        |                        |                        |                        |                        |                        |                        |                        |

## Obiective turistice
- Biserica Romano-Catolică (1871)
- Biserica Greco-Catolică (1911)
- Biserica Ortodoxă Română (1880)
- Biserica Ortodoxă Sârbă (1773)
- Mănăstirea Morisena (2003)
- Lunca Mureșului Inferior (sit SCI)

## Personalități
- Carol Telbisz (1853–1914), primar al Timișoarei între 1885–1914
- Gheorghe Galetin (n. 1933), muzicolog, folclorist, instrumentist, dirijor
- Elisabeth Schüssler Fiorenza (n. 1938), profesoară de teologie, membră a American Academy of Arts and Sciences⁠(en)[traduceți]
- Ioan Hațegan (n. 1949), istoric
- Gheorghe Perian (n. 1952), critic literar